# Cladomelea debeeri
Cladomelea debeeri là một loài nhện trong họ Araneidae.
Loài này thuộc chi Cladomelea. Cladomelea debeeri được miêu tả năm 2004 bởi Roff & Dippenaar-Schoeman.